# Doliny (rejon kamionecki)
Doliny (ukr. Долини) – wieś na Ukrainie w rejonie kamioneckim obwodu lwowskiego.